# Table des caractères Unicode/UA9E0
Cette page contient des caractères spéciaux ou non latins. S’ils s’affichent mal (▯, ?, etc.), consultez la page d’aide Unicode.
Table des caractères Unicode U+A9E0 à U+A9FF.

## Birman étendu B
Utilisés pour l’écriture birmane.

### Table des caractères
| en fr  | 0 | 1 | 2 | 3 | 4 | 5 | 6 | 7 | 8 | 9 | A | B | C | D | E | F |
| ------ | - | - | - | - | - | - | - | - | - | - | - | - | - | - | - | - |
| U+A9E0 | ꧠ | ꧡ | ꧢ | ꧣ | ꧤ | ကꧥ | ꧦ | ꧧ | ꧨ | ꧩ | ꧪ | ꧫ | ꧬ | ꧭ | ꧮ | ꧯ |
| U+A9F0 | ꧰ | ꧱ | ꧲ | ꧳ | ꧴ | ꧵ | ꧶ | ꧷ | ꧸ | ꧹ | ꧺ | ꧻ | ꧼ | ꧽ | ꧾ |   |